# Val Müstair (gemeente)
Val Müstair (Duits: Münstertal; Italiaans: Val Monastero) is een gemeente in het Zwitserse kanton Graubünden, en maakt deel uit van het district Inn. De gemeente is ontstaan op 1 januari 2009 door de fusie van de gemeenten Fuldera, Lü, Müstair, Santa Maria Val Müstair, Tschierv en Valchava in het dal Val Müstair.

## Bezienswaardigheden
- Benedictijner abdij Sankt Johann

Samnaun · Scuol · Val Müstair ·  Valsot · Zernez